# 別克GL6
别克GL6是上汽通用专门为中国市场生产的一款6座紧凑型MPV。GL6的定位低于别克GL8，該車型目標瞄準低价位的多功能休旅車市场。2020年11月19日，2021款别克GL6上市。售价区间为14.99至16.99万元人民幣。

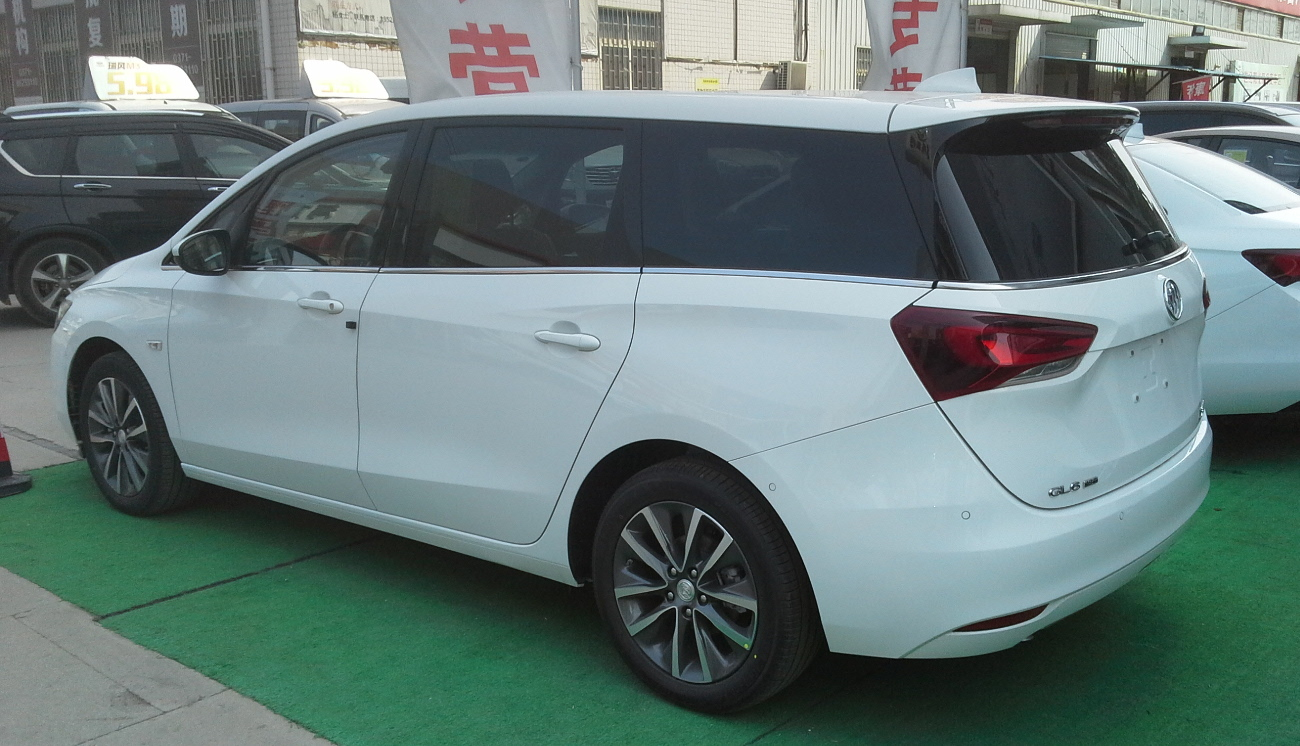
别克GL6